# Expédition ottomane de 1638 contre les Kelmendi
 (août 2025).
La mise en forme du texte ne suit pas les recommandations de Wikipédia : il faut le « wikifier ».
Les points d'amélioration suivants sont les cas les plus fréquents. Le détail des points à revoir est peut-être précisé sur la page de discussion.
- Les titres sont pré-formatés par le logiciel. Ils ne sont ni en capitales, ni en gras.
- Le texte ne doit pas être écrit en capitales (les noms de famille non plus), ni en gras, ni en italique, ni en « petit »…
- Le gras n'est utilisé que pour surligner le titre de l'article dans l'introduction, une seule fois.
- L'italique est rarement utilisé : mots en langue étrangère, titres d'œuvres, noms de bateaux, etc.
- Les citations ne sont pas en italique mais en corps de texte normal. Elles sont entourées par des guillemets français : « et ».
- Les listes à puces sont à éviter, des paragraphes rédigés étant largement préférés. Les tableaux sont à réserver à la présentation de données structurées (résultats, etc.).
- Les appels de note de bas de page (petits chiffres en exposant, introduits par l'outil «  Source ») sont à placer entre la fin de phrase et le point final[comme ça].
- Les liens internes (vers d'autres articles de Wikipédia) sont à choisir avec parcimonie. Créez des liens vers des articles approfondissant le sujet. Les termes génériques sans rapport avec le sujet sont à éviter, ainsi que les répétitions de liens vers un même terme.
- Les liens externes sont à placer uniquement dans une section « Liens externes », à la fin de l'article. Ces liens sont à choisir avec parcimonie suivant les règles définies. Si un lien sert de source à l'article, son insertion dans le texte est à faire par les notes de bas de page.
- La présentation des références doit suivre les conventions bibliographiques. Il est recommandé d'utiliser les modèles {{Ouvrage}}, {{Chapitre}}, {{Article}}, {{Lien web}} et/ou {{Bibliographie}}. Le mode d'édition visuel peut mettre en forme automatiquement les références.
- Insérer une infobox (cadre d'informations à droite) n'est pas obligatoire pour parachever la mise en page.

Pour une aide détaillée, merci de consulter Aide:Wikification.
Si vous pensez que ces points ont été résolus, vous pouvez retirer ce bandeau et améliorer la mise en forme d'un autre article.
 (août 2025).
L'expédition ottomane de 1638 contre les Kelmendi était une campagne militaire ottomane menée par le pacha de Bosnie Vučo Pacha dans le nord de l'Albanie contre les tribus locales.  L'expédition a été lancée pour punir la tribu Kelmendi et ses associés pour leurs raids et brigandages, après qu'un comité de marchands et de représentants de la population locale se soit rendu à Istanbul pour demander au sultan ottoman Murad IV d'intervenir.

## Arrière-plan
Selon l'évêque albanais Frang Bardhi, la tribu Kelmendi s'est enrichie en attaquant et en volant des marchandises aux marchands chrétiens d'Albanie, de Bosnie et de Serbie, tuant ceux qui leur résistaient.  En 1638, un comité de marchands chrétiens et d'habitants locaux de Novi Pazar et du nord du Kosovo font appel au sultan Murad IV pour obtenir de l'aide contre la tribu Kelmendi et les autres clans montagnards qui leur sont alliés, qui menaient des raids et des campagnes de pillage contre les routes commerciales dans toute la région.   Le sultan, libéré de la guerre avec la Perse après la prise de Bagdad,  a ordonné à Vučo (ou Doudgé   ) Pacha à cette époque Beylerbey (gouverneur) de Bosnie de rassembler des troupes et d'aller mettre fin à leurs attaques. 
Encore selon Frang Bardhi, les Kelmendi comptaient 250 maisons pour une population totale de 2 900 habitants. Selon une autre source, Mariano Bolizza (1614) estimait le nombre de « rebelles montagnards » à 5 380. Il est probable que les hommes armés qui combattirent la campagne ottomane à Kelmendi appartenaient également à d'autres tribus. 

## Campagne
Pour la campagne, Vučo Pacha de Bosnie rassembla une armée de 15 000 hommes, composée de soldats d'origines diverses (Bosniaques, Dalmates, Croates, Serbes, Bulgares). Après avoir atteint Shkodër, principale ville du nord de l'Albanie, Vučo Pacha de Bosnie ordonna aux sandjak-beys (gouverneurs) de Shkoder et de Métochie de rassembler un millier d'Albanais pour rejoindre ses propres troupes. Le terrain difficile et les fortes chutes de neige contraignirent l'armée de Vučo Pacha à piller et à raser des villages albanais pour se ravitailler. Anticipant la menace de son armée, les rebelles Kelmendi locaux dissimulèrent leurs familles, leur bétail et leurs objets de valeur dans une grotte en montagne. 

## Résultat
Selon l'historien ottoman Mustafa Naima (1655-1716) et les historiens français du XIXe siècle Ernest Lavisse et François Lenormant (s'appuyant sur des sources ottomanes et occidentales telles que l'historien autrichien Joseph von Hammer-Purgstall), affaiblis par la famine et manquant de munitions, les chefs Kelmendi, Knez Vuk Doda et Vojvode Hotaš, furent capturés puis décapités par les hommes de Vučo Pacha, et leurs têtes envoyées au sultan à Constantinople. Les membres survivants de la tribu furent pour la plupart relocalisés dans les montagnes autour de Pristina, certains furent envoyés jusqu'à ⁣⁣Serrès⁣⁣, en Macédoine et en Slavonie.  
L'historien autrichien Spiridon Gopčević écrit que, morte de faim, la force principale des Kelmendi se rendit après la mort de leurs chefs Knez Vuk Doda et Vojvode Hotaš, et que la majorité de la tribu fut relocalisée à Pristina. 
Selon l'évêque albanais Frang Bardhi (1606-1643) et certains érudits albanais modernes (utilisant le rapport de Bardhi comme source), l'armée de Vučo Pacha s'est retrouvée encerclée et attaquée après que les Kelmendi, sous la direction de Knez Vuk Doda, aient bloqué les routes.   Au cours de la confrontation, environ un millier de soldats ottomans ont été tués, ce qui a conduit la force ottomane à se retirer en Bosnie.  

## Sources

### Livres
- W. Carr, Montenegro. Stanhope essay, 1884 (lire en ligne)
- Robert Elsie, The Tribes of Albania: History, Society and Culture, I.B.Tauris, 2015 (ISBN 978-1-78453-401-1, lire en ligne)
- (de) S. Gopčević, Oberalbanien und seine Liga: ethnographisch-politisch-historisch, Duncker & Humblot, 1881 (lire en ligne)
- E. Lavisse et A. Rambaud, Histoire générale du IV siècle á nos jours: Les guerres de religion, 1559–1648, A. Colin, 1895 (lire en ligne)
- François Lenormant, Turcs et Monténégrins, Didier, 1866, 129–131 p. (lire en ligne)
- N. Malcolm, Rebels, Believers, Survivors: Studies in the History of the Albanians, Oxford University Press, 2020 (ISBN 978-0-19-885729-7, lire en ligne)
- (it) B. Mazzara, Leggendario francescano, overo istorie de Santi, Beati, Venerabili ed altri Uomini illustri (no v. 9-10), 1722 (lire en ligne)
- (sq) S. Pulaha, Qëndresa e popullit shqiptar kundër sundimit osman nga shekulli XVI deri në fillim të shekullit XVIII: (dokumente osmane), Akad. e Shkencave e RPS të Shqipërisë, Instituti i Historisë, 1978 (lire en ligne)
- Gjovalin Shkurtaj, E folmja e Kelmendit [The idiom of Kelmendi], Artjon Shkurtaj, 2013 (lire en ligne), p. 23
- T.J. Winnifrith, Nobody's Kingdom: A History of Northern Albania, Andrews UK Limited, 2021 (ISBN 978-1-909930-96-4, lire en ligne)

### Journaux
- Tetaj, « KRYENGRITJET E KELMENDASEVE NË SHEKULLIN XVII », Gjurmime Albanologjike - Seria e Shkencave Historike, Instituti Albanologjik i Prishtinës, no 47,‎ 2017, p. 85–87 (ISSN 0350-6258, lire en ligne, consulté le 6 octobre 2023)

### Sites Web
- « Frang Bardhi: The Pasha of Bosnia attacks Kelmendi », Robert Elsie (consulté le 3 octobre 2023)
- « Kush ishte Nora e Kelmendit? », Mekuli Press, 6 septembre 2019

1. ↑  The name Kelmendi is often used to denote both the entire Great Highlands and the highlanders.[1]